# Grand Prix moto de Suisse 1953
Le Grand Prix moto de Suisse 1953 est la septième manche du Championnat du monde de vitesse moto 1953. La compétition s'est déroulée le 22 au 23 août 1953 sur le Circuit de Bremgarten. C'est la 23e édition du Grand Prix moto de Suisse et la 5e édition comptant pour le championnat du monde.

## Résultats des 500 cm³
| Pos  | Pilote              | Moto   | Temps/Écart       | Points |
| ---- | ------------------- | ------ | ----------------- | ------ |
| 1    | Geoff Duke          | Gilera | 1 h 17 min 24 s 1 | 8      |
| 2    | Alfredo Milani      | Gilera | +13 s 7           | 6      |
| 3    | Reg Armstrong       | Gilera | +1 min 18 s 3     | 4      |
| 4    | Giuseppe Colnago    | Gilera | +1 min 53 s 0     | 3      |
| 5    | Rod Coleman         | AJS    | +2 min 05 s 0     | 2      |
| 6    | Derek Farrant       | AJS    | +2 min 14 s 7     | 1      |
| 7    | Dickie Dale         | Gilera | +2 min 48 s 9     |        |
| 8    | Walter Zeller       | BMW    | +1 tour           |        |
| 9    | Nello Pagani        | Gilera | +1 tour           |        |
| 10   | Hans Baltisberger   | BMW    | +1 tour           |        |
| 11   | Hans Meier          | BMW    | +1 tour           |        |
| 12   | Jost Albisser       | Norton | +2 tours          |        |
| 13   | B. Botta            | Norton | +2 tours          |        |
| 14   | Florian Camathias   | BMW    | +3 tours          |        |
| 15   | Arthur Fenn         | Norton | +4 tours          |        |
| 16   | Henri Vidonne       | Norton | +4 tours          |        |
| 17   | Karl Rührschneck    | Norton | +4 tours          |        |
| Abd. | Jack Brett          | Norton | Abandon           |        |
| Abd. | Ken Kavanagh        | Norton | Abandon           |        |
| Abd. | Hermann Paul Müller | Horex  | Abandon           |        |
| Abd. | John Storr          | Norton | Abandon           |        |
| Abd. | Carletto Bellotti   | Norton | Abandon           |        |
| Abd. | Barde               | Norton | Abandon           |        |
| Abd. | Alexandre Mayer     | Norton | Abandon           |        |

## Résultats des 350 cm³
| Pos  | Pilote              | Moto       | Temps             | Points |
| ---- | ------------------- | ---------- | ----------------- | ------ |
| 1    | Fergus Anderson     | Moto Guzzi | 1 h 02 min 49 s 3 | 8      |
| 2    | Ken Kavanagh        | Norton     | +31 s 5           | 6      |
| 3    | Rod Coleman         | AJS        | +31 s 8           | 4      |
| 4    | Jack Brett          | Norton     | +1 min 11 s 7     | 3      |
| 5    | Derek Farrant       | AJS        | +1 min 40 s 6     | 2      |
| 6    | Karl Hofmann        | DKW        | +2 min 16 s 2     | 1      |
| 7    | Hermann Paul Müller | Horex      | +1 tour           |        |
| 8    | Rupert Hollaus      | Norton     | +1 tour           |        |
| 9    | Luigi Taveri        | AJS        | +1 tour           |        |
| 10   | Hans Haldemann      | Norton     | +1 tour           |        |
| 11   | Tommy Wood          | Norton     | +1 tour           |        |
| 12   | Roland Schnell      | Horex      | +2 tours          |        |
| 13   | Kurt Knopf          | AJS        | +2 tours          |        |
| 14   | Weler               | AJS        | +2 tours          |        |
| 15   | Bevers              | Norton     | +2 tours          |        |
| 16   | Helbling            | AJS        | +3 tours          |        |
| Abd. | Alano Montanari     | Moto Guzzi | Abandon           |        |
| Abd. | Enrico Lorenzetti   | Moto Guzzi | Abandon           |        |

## Résultats des 250 cm³
| Pos | Pilote            | Moto       | Temps         | Points |
| --- | ----------------- | ---------- | ------------- | ------ |
| 1   | Reg Armstrong     | NSU        | 55 min 17 s 5 | 8      |
| 2   | Alano Montanari   | Moto Guzzi | +21 s 9       | 6      |
| 3   | Fergus Anderson   | Moto Guzzi | +22 s 0       | 4      |
| 4   | Enrico Lorenzetti | Moto Guzzi | +1 min 12 s 9 | 3      |
| 5   | Otto Daiker       | NSU        | +2 min 08 s 1 | 2      |
| 6   | Werner Haas       | NSU        | +2 min 35 s 9 | 1      |

## Résultats des Sidecars
| Pos | Pilote           | Passager           | Moto    | Temps          | Points |
| --- | ---------------- | ------------------ | ------- | -------------- | ------ |
| 1   | Eric Oliver      | Stanley Dibben     | Norton  | 52 min 39 s 28 | 8      |
| 2   | Cyril Smith      | Les Nutt           | Norton  | +29 s 07       | 6      |
| 3   | Wilhelm Noll     | Fritz Cron         | BMW     | +56 s 48       | 4      |
| 4   | Hans Haldemann   | Josef Albisser     | Norton  | +3 min 24 s 96 | 3      |
| 5   | Jacques Drion    | Inge Stoll-Laforge | Norton  | +1 tour        | 2      |
| 6   | Julien Deronne   | Bruno Leys         | Norton  |                | 1      |
| 7   | Wiggerl Kraus    | Bernhard Huser     | BMW     |                |        |
| 8   | Marcel Masuy     | Jules Nies         | Norton  |                |        |
| 9   | Jakob Keller     | ?                  | Norton  |                |        |
| 10  | Ferdinand Aubert | Lucien Balsinger   | Norton  |                |        |
| 11  | Reichlin         | ?                  | Norton  |                |        |
| 12  | Heinrich Stamm   | ?                  | Norton  |                |        |
| 13  | Fritz Mühlemann  | ?                  | Triumph | +2 tours       |        |
| 14  | Schmidli         | ?                  | Norton  |                |        |